# 加盧波韋
47°18′7″N 30°1′49″E / 47.30194°N 30.03028°E
哈盧波韋（烏克蘭語：Галупове）是位於烏克蘭西南部的村莊，由敖德萨州羅茲季利納區的采布里科韋市鎮負責管轄。該村始建於1893年，面積0.26平方公里，海拔高度71米，2001年人口4，人口密度每平方公里15.38人。